# Linyphia nigrita
Linyphia nigrita är en spindelart som först beskrevs av F. O. Pickard-Cambridge 1902.  Linyphia nigrita ingår i släktet Linyphia och familjen täckvävarspindlar.
Artens utbredningsområde är Guatemala. Inga underarter finns listade i Catalogue of Life.